# Галявина казок (фільм)
«Галявина казок» (рос. «Поляна сказок») — радянський художній фільм 1988 року за оповіданням Кіра Буличова «Недостойний богатир», знятий у 1988 році на кіностудії ім. О. Довженка на замовлення Держтелерадіо СРСР за підтримки Творчого об'єднання «Луч».

## Сюжет
Волею випадку Кузьма Лічиков, житель казкового міста Великий Гусляр, потрапив до печери, де лежала спляча царівна. Від поцілунку Кузьми вона прокинулася і закохалася в героя. Любов пробудила в Лічикові талант різьбяра по дереву, і він прикрасив кумедними фігурками лісову галявину, де оселився в хатині з царівною. До його робіт виявив інтерес «керівник міської культури» Батиєв. Вирішивши використовувати умільця і його казкову галявину для проведення масових заходів, він пообіцяв натомість дати Лічикову і царівні окрему квартиру. Лічиков, отримавши посаду, швидко збюрократів, і в пориві службового завзяття не помітив, як з його життя зникла любов…

## У ролях
- Микола Стоцький —  Кузьма Лічиков
- Вікторія Корсун —  Марія
- Юрій Потьомкін —  Батиєв
- Володимир Ніколенко —  Карась
- Лев Окрент —  чемпіон вулиці по доміно
- Марія Капніст-Сірко —  стюардеса; реєстратор шлюбу; бабуся з дитиною
- В епізодах: Н. Акопянц, Борис Александров, Лідія Данілова, Людмила Лобза, Ольга Матешко, Олександр Мілютін, Сергій Нікулін, Юрій Рудченко, Валерій Шептекіта, Василь Петренко та інші.

## Знімальна група
- Автор сценарію: Кир Буличов
- Режисер-постановник: Леонід Горовець
- Оператор-постановник: Володимир Тарнавський
- Художник-постановник:Інна Биченкова
- Композитор:  Олександр Журбін
- Звукооператор: Олександр Кузьмін
- Режисер: Вілен Хацкевич
- Оператор: Майя Степанова
- Режисер монтажу: Ганна Брюнчугіна
- Художник по костюмах: Е. Вакуленко
- Декорації: Л. Білан
- Художники по гриму: Н. Акопянц, Василь Гаркавий
- Комбіновані зйомки: оператор — Олександр Шумович, художник — Володимир Малюх
- Редактор: Юрій Морозов
- Директор картини: Неллі Санкіна